# Marina Vlady

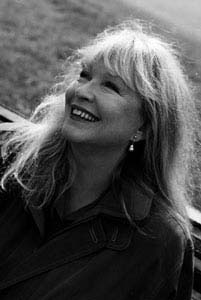
Marina Vlady 1996.

Marina Vlady, ursprungligen Marina Catherine de Poliakoff-Baydaroff, född 10 maj 1938 i Clichy i Hauts-de-Seine, är en fransk skådespelare. Hon är syster till Odile Versois, Olga Baïdar-Poliakoff och Hélène Vallier och var gift med den ryske skådespelaren, poeten och sångaren Vladimir Vysotskij.

## Filmografi i urval
- 1954 – Före syndafloden
- 1956 – Häxan
- 1956 – Brott och straff
- 1963 – Manslukerskan
- 1965 – Falstaff
- 1967 – Två eller tre saker jag vet om henne
- 1975 – Festen kan börja (Que la fête commence...)
- 1978 – The Bermuda Triangle
- 1987 – Les exploits d'un jeune Don Juan
- 1989 – Splendor